# Kielmrak
Kielmrak (ros. Кельмрак) – rzeka w azjatyckiej części Rosji, w Kraju Kamczackim, lewy dopływ Kamczatki. Źródła znajdują się u podnóży Gór Środkowych. Rzeka ma 43 km długości. Jej głównym dopływem jest Bolszaja (lewy).